# 寺島本町西

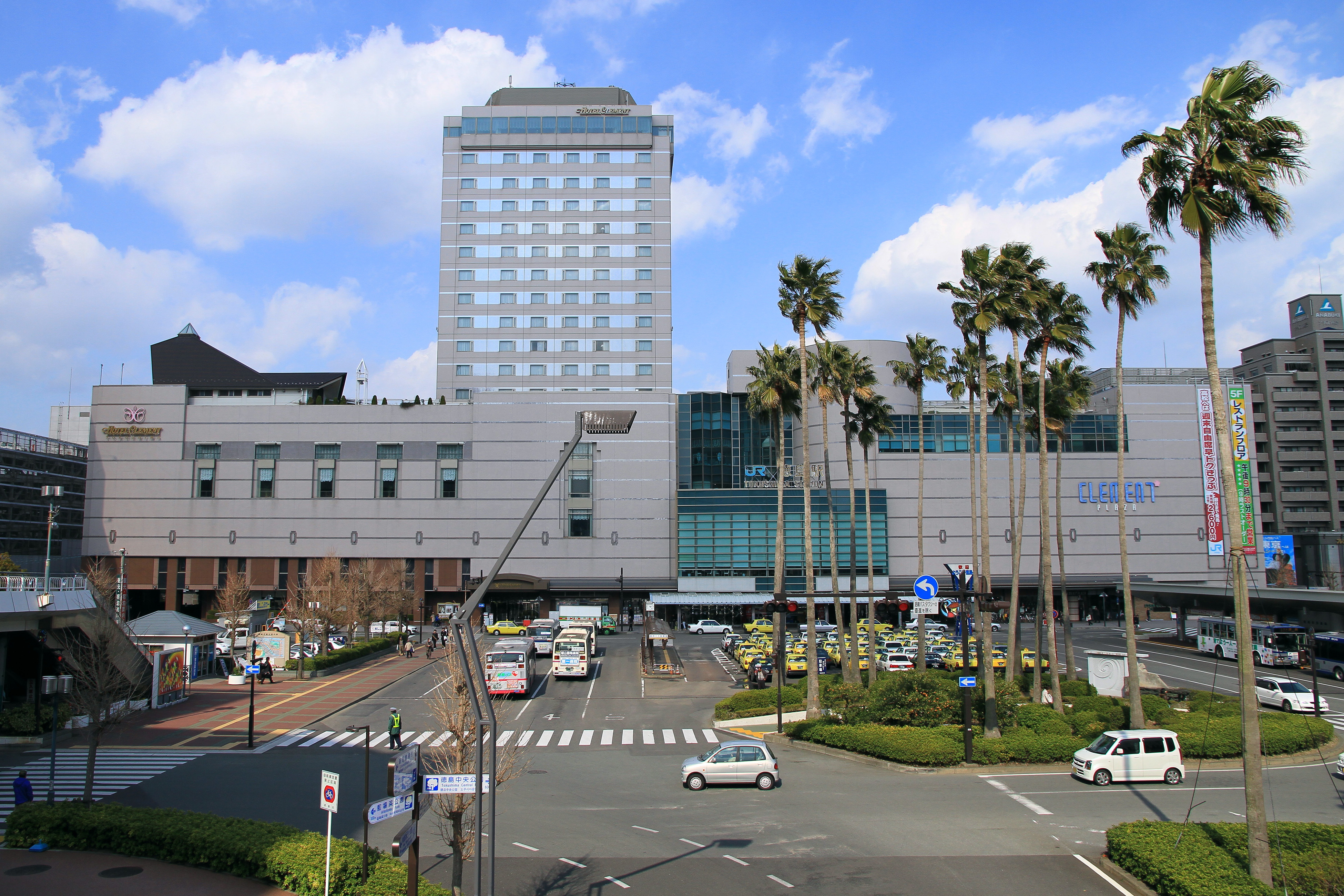
徳島駅とクレメントプラザ。およそ中央の「JR徳島駅」の表示より西（左）が寺島本町西。

寺島本町西（てらしまほんちょうにし）は、徳島県徳島市の町名。内町地区に属している。寺島本町西一丁目と寺島本町西二丁目が置かれて、東から寺島本町西一丁目、寺島本町西二丁目の順に並んでいる。郵便番号は〒770-0831。
徳島市の調査による2010年1月の人口は153人、世帯数は78世帯。

## 地理
徳島市の中心街に位置し、JR徳島駅駅前西半分を占める。東半分は寺島本町東である。
中央を県道30号が南北にとおり、その西が寺島本町西二丁目、東が寺島本町西一丁目である。
寺島本町西一丁目は北東部に徳島駅があり、徳島駅前広場から駅西口までのポッポ街商店街は、通勤や通学者の通路ともなる商店街で、若者の町として人気がある。国鉄四国総局やホテル・旅館・病院・会社社屋などが立ち並び交通量が多い。徳島駅前再開発事業により、そごう徳島店が開業して以来、買物客が集中している。
一方、県道を越えた寺島本町西二丁目は、オフィスや教育機関が多い。

## 歴史
江戸時代には徳島城との間を寺島川が流れ、寺島本町東と共に家老・中老の屋敷が並ぶ武家地だった。ここを東西に貫く本丁筋（現在の「ありの道」）が本通りだった。本丁筋の西端は、寺島川を越える出来島橋で出来島に通じていた。
明治には寺島町の一部で、小字では本丁筋を境として北側が寺島本町北の西半分、南側が藍場町の北部だった。
1903年、内町小学校が、現在の寺島本町西・藍場町にかけて（ただし当時は全域が藍場町）に移転し、1978年までここにあった。
1899年、現在の寺島本町西・東にかけて徳島駅が開設し、徳島市の表玄関となった。
1902年から1937年まで、米ケンタッキー州の長老派宣教師チャールズ・アレキサンダー・ローガン（1874-1955）が、現在のポッポ街中ほどに住み活動した。そのためこの付近を南北に通る（現在のポッポ街と直交する）小路がローガン小路と呼ばれた。ローガン小路は本丁筋から花畑踏切（現在の県道30号と高徳線の踏切）に通じており、線路の向こう側の西ノ丸運動場（現 内町小学校）に向かう道として人通りが多かった。
1941年に寺島本町西となった。1975年地番整理により寺島本町西一丁目および寺島本町西二丁目となった。
1983年10月1日、寺島本町西・元町にかけて徳島そごうが開店した。

## 交通

### 鉄道
- 四国旅客鉄道（JR四国）
  - 高徳線 - 徳島駅

### 道路
- 一般国道
  - 国道192号
- 県道
  - 徳島県道13号徳島停車場線
  - 徳島県道30号徳島鴨島線

## 施設
- 徳島駅（一部） - 主に寺島本町西一丁目

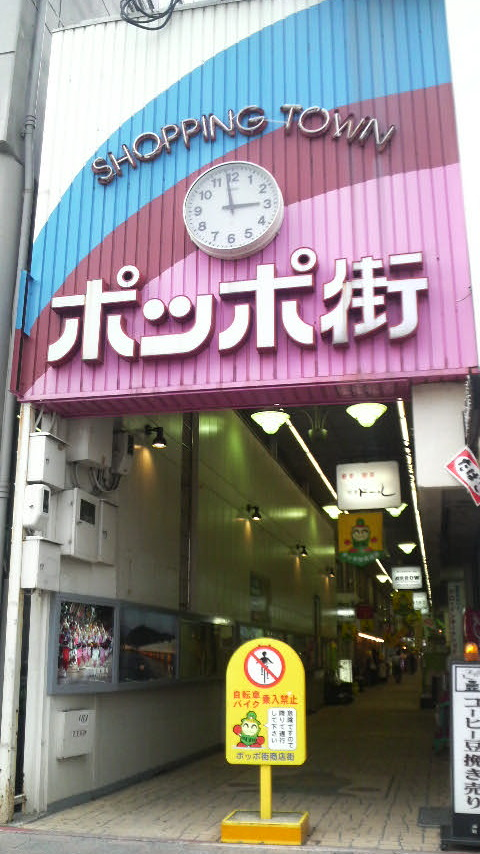
ポッポ街商店街西口

- 徳島クレメントプラザ（一部） - 寺島本町西一丁目
- 三越徳島 - 寺島本町西一丁目
- ポッポ街 - 寺島本町西一丁目
- 阿波證券 - 寺島本町西一丁目
- 阿波交通 - 寺島本町西一丁目
- ホテルグランドパレス徳島 - 寺島本町西一丁目
- イーズアカデミー - 寺島本町西二丁目
- 四国大学交流プラザ - 寺島本町西二丁目
- 四国大学附属保育所 - 寺島本町西二丁目
- 四国電力藍場変電所 - 寺島本町西二丁目

### かつて存在した施設
- そごう徳島店